# Razi Shawahdeh
Pour les articles homonymes, voir Razi.
Razi Shawahdeh (arabe رازي شواهدة, hébreu ראזי שואהדה) est un acteur de cinéma et de théâtre arabe israélien né en 1986 et installé à Toronto au Canada. Il a été remarqué pour le rôle principal de Jawdat dans Téléphone arabe (Ish lelo selolari (איש ללא סלולרי), Man Without A Cell Phone), comédie franco-belgo-israélo-palestino-qatarienne coécrite et réalisée par Sameh Zoabi et sortie en 2010. 
Après avoir participé à plusieurs films israéliens, il part en 2007 à Toronto pour étudier le métier d’acteur au George Brown College Acting School.

## Filmographie
- 2010 : Téléphone arabe de Sameh Zoabi : Jawdat
- 2008 : A House Divided de Mitch Davis
- 2006 : Seven days in Deir Bulus de Firas Khoury[1]

## Théâtre
- 2012 : Prisoner of Tehran, de Marina Nemat. Adapté et dirigé par Maja Ardal, Theatre Passe Muraille, Toronto[2]
- 2010 : Homegrown de Catherine Frid, direction de Beatriz Pizano, Theatre Passe Muraille, Toronto[3]